# Blagnac Sporting Club rugby (féminines)
Ne doit pas être confondu avec Blagnac Sporting Club rugby.
Maillots
Actualités
Le Blagnac Sporting Club rugby est un club féminin français de rugby à XV participant au championnat de France de première division, basé à Blagnac (Haute-Garonne).
Créé à Saint-Orens-de-Gameville, au sud-est de Toulouse, le SORF a été deux fois champion de France de première division. En 2013, le Saint-Orens rugby féminin s'associe au Blagnac Sporting Club rugby pour des raisons infrastructurelles et financières et abandonnera la référence à Saint-Orens quatre ans plus tard.

## Historique

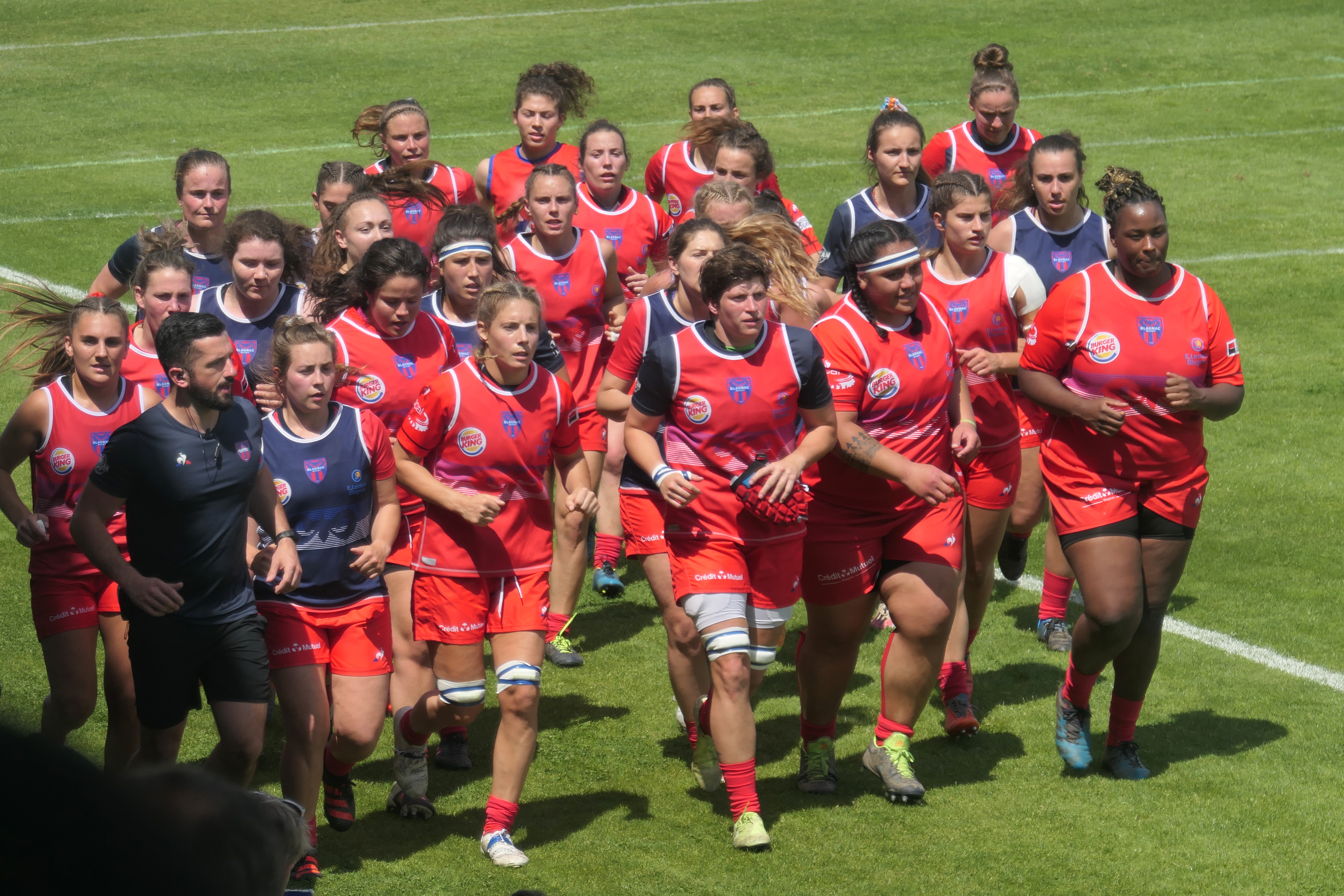
L'équipe féminine de Blagnac Rugby en mai 2022.

En 2009, le club retrouve l'élite, en étant champion de France de deuxième division face à Bobigny. En 2009-2010, le SORF évolue donc en Top 10, avec un maintien obtenu lors de la dernière journée grâce à une victoire sur ses terres face à l'équipe de Caen.
En 2012-2013, la saison est une grande réussite sportive pour le club. Pour la 3e année consécutive les U18 sont championnes de France à sept, championnes Grand Sud à sept et à XII. La réserve des séniors sera, elle aussi Championne Grand Sud et Championne de France de Fédérale 3. L'équipe première finira à la 7e place du Top 10, meilleur classement depuis sa montée en 2009. Lors de cette saison Manon André et Marjorie Mayans disputent le Tournoi des Six Nations. Neuf joueuses sont pour la première fois championnes d'Europe universitaire avec l'Université Paul-Sabatier.
En 2013, le Saint-Orens rugby féminin devient le Blagnac Saint-Orens rugby féminin. Le Saint-Orens rugby féminin et le Blagnac Sporting Club rugby se sont associés pour des raisons financières et pour permettre à leurs joueuses de haut niveau de bénéficier de réelles infrastructures. L'équipe première termine 5e de ce championnat, après avoir été battue par Montpellier en quart de finale. La réserve, qui évolue en Fédérale 2, termine sur une belle place d'honneur qui lui permet une nouvelle montée successive, en Fédérale 1. Les équipes cadettes engagées (développement et haut-niveau) remportent les titres Grand Sud ainsi qu'un 4e titre national successif. Neuf joueuses du clubs sont à nouveau Championnes d'Europe Universitaire avec l'Université Paul-Sabatier.
En 2014-2015, pour sa 2e année sous le nom du BSORF (Blagnac Saint-Orens rugby féminin) le club verra son équipe de Top 8 terminer 3e de la phase régulière. Elle s'incline en demi-finale contre les championnes de France en titre, Montpellier, sur le score de 17 à 24. Son équipe réserve s'incline en demi-finale du nouveau championnat de France réserve élite.
En 2016, le club s'incline de nouveau en demi-finale du Top 8 face au Lille Métropole RC villeneuvois en match aller-retour (27-15 à Blagnac puis 34-10 à Villeneuve-d'Ascq).
En 2017, elles sont une nouvelle fois éliminées en demi-finale par Montpellier (13-19 pour Montpellier à Blagnac puis 13-17 pour le BSORF à Montpellier). La réserve est championne de France réserve élite.
Le club est renommé Blagnac Rugby féminin à l'intersaison ; le changement de nom est effectif auprès de la FFR le 8 juillet ; le nom reste actif jusqu'à la saison 2023-2024, année où la section professionnelle masculine Blagnac Rugby disparaît au profit de l'association BSCR.
En 2021, 2022 et 2023 l'équipe première s'incline en finale d’Élite 1, trois défaites en trois finales successives. La réserve est championne de France réserve élite en 2023.
Le club est le plus représenté en équipe de France avec neuf joueuses sélectionnées pour la Coupe du monde 2021 en Nouvelle-Zélande, accompagnées de joueuses évoluant dans d'autres clubs mais formées à Saint-Orens ou Blagnac Saint-Orens comme Laure Touyé, Laure Sansus ou encore Gaëlle Hermet.

## Identité visuelle

### Logo
Un nouveau logo est dévoilé à l'intersaison 2017. Pour la saison 2022-2023, à l'occasion du centenaire du club, un visuel spécial est adopté.

Évolution du logo
Logo de 2013 à 2017.
Logo de 2017 à 2024.
Logo du centenaire pour la saison 2022-2023.
Logo depuis 2024[note 2].

## Palmarès
- Championnat de France :
  - Vainqueur (2) : 1990, 1993 ;
  - Finaliste (6) : 1991, 1992, 1994, 1997, 2002, 2021, 2022 et 2023
- Championnat de France féminin de rugby à XV de 2e division :
  - Vainqueur (2) : 1989, 2009.
- Championnat de France féminin de rugby à XV de 3e division fédérale :
  - Vainqueur (2) : 2006 (équipe B), 2013 (équipe B).
- Championnat de France féminin réserve élite
  - Vainqueur (2): 2017 et 2023
- Coupe de France :
  - Vainqueur : 2023
  - Finaliste : 1990

| Date de la finale | Vainqueur                 | Score   | Finaliste                 | Lieu de la finale                    | Spectateurs |
| ----------------- | ------------------------- | ------- | ------------------------- | ------------------------------------ | ----------- |
| 1990              | Saint-Orens rugby féminin | 7-6     | Violettes bressanes       | Tours                                |             |
| 1991              | RC Chilly-Mazarin         | 3-0     | Saint-Orens rugby féminin | Saint-Yrieix-la-Perche               |             |
| 1992              | Pachys d'Herm             | 10-3    | Saint-Orens rugby féminin | Marciac                              |             |
| 1993              | Saint-Orens rugby féminin | 13-3    | Violettes bressanes       | L'Isle-sur-la-Sorgue                 |             |
| 1994              | AS Romagnat               | 21-12   | Saint-Orens rugby féminin | Maurs                                |             |
| 1997              | Pachys d'Herm             | 30-17   | Saint-Orens rugby féminin | Stade Jean-Bouin, Paris              |             |
| 2002              | Caen Rugby Club           | 10-3    | Saint-Orens rugby féminin | Tyrosse                              |             |
| 2021              | ASM Romagnat              | 13 - 8  | Blagnac RF                | Stade Ernest-Argelès, Blagnac        |             |
| 2022              | Stade toulousain          | 16 - 10 | Blagnac RF                | Stade Lesdiguières, Grenoble         |             |
| 2023              | Stade bordelais           | 27 - 23 | Blagnac RF                | Stade Pierre-Rajon, Bourgoin-Jallieu | 4000        |

## Personnalités du club

### Joueuses emblématiques
- Koumiba Djossouvi
- Nathalie Amiel (1992-2002)
- Pascale Guggia
- Julie Pujol (1997-2002)
- Aurélia Cellier

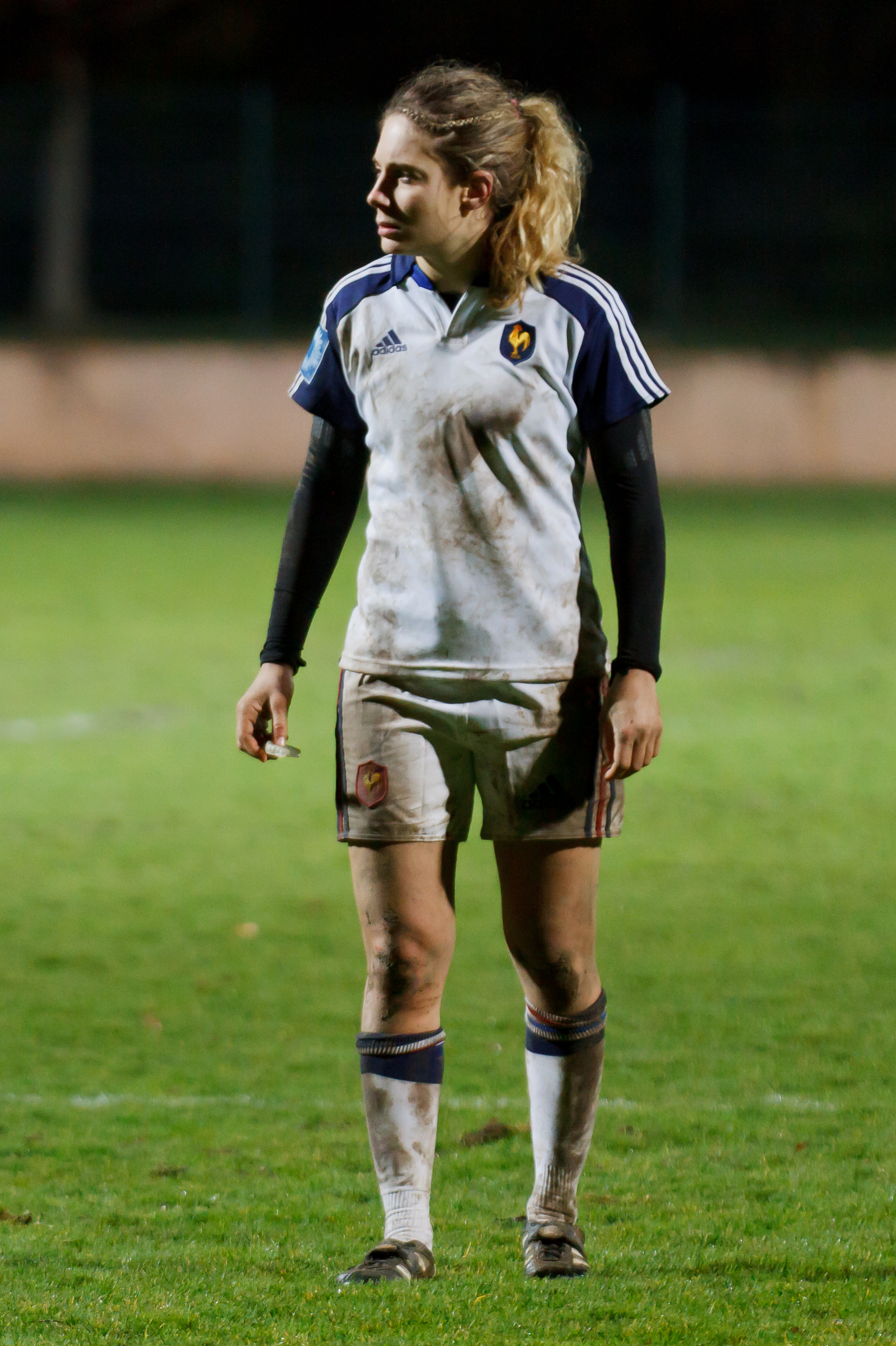
Majorie Mayans lors du tournoi des 6 nations 2014

- Mélanie Busque ( ???-??? / 2014-2015)
- Audrey Noguera
- Marjorie Mayans (depuis 2006)
- Élodie Martin (depuis 2006)
- Émilie Zanatta (2007-2011)
- Laure Candy (2005-2011)
- Manon André (depuis 2005)
- Émilie Soulier (2002-2013)
- Nathalie Busca (2000-2011)
- Cyndia Mansard (2002-2011)
- Laura Gandonou (2010-2011)
- Audrey Forlani (depuis 2007)
- Margaux Deylaud (depuis 2010)
- Armelle Auclair (2001-2002)
- Lilia Ferreira Da Silva (2010-2012)
- Emilie Moreaux (2011-2014)
- Amélie Mugnier (depuis 2012)
- Camille Imart (2013-2015)
- Léna Auriol (depuis 2012)
- Chloé Placines (2013-2014)
- Carla Neisen (depuis 2014)
- Audrey Abadie (depuis 2014)
- Pauline Soulard (2011-2018)
- Pauline Raymond (depuis 2015)
- Manon Bigot (depuis 2013)
- Isabel Robichon (1990-2003)
- Claire Oricheta (1994-2003)

### Entraîneurs successifs
| Saison    | Entraineur      | Adjoints                                                           |
| --------- | --------------- | ------------------------------------------------------------------ |
| 2003-2006 | Nathalie Amiel  | Gilles Bras, Gilles Bastouille                                     |
| 2006-2008 | NC              |                                                                    |
| 2008-2009 | Thierry Sanson  |                                                                    |
| 2009-2010 | Daniel Sibra    | Nicolas Balmes                                                     |
| 2010-2011 | Daniel Sibra    | Benoit Sibra, Bertrand Cabrol, Marc Manso                          |
| 2011-2012 | Alain Favarel   | Jérôme Tronco, Bertrand Cabrol, Marc Manso                         |
| 2012-2013 | Éric Carrière   | Mika Mafutuna, Bertrand Cabrol, Marc Manso                         |
| 2013-2014 | Éric Carrière   | Alain Diez, Cyril Balestère, Bertrand Cabrol                       |
| 2014-2015 | Éric Carrière   | Alain Diez, Bertrand Cabrol, Bertrand Lartet                       |
| 2015-2016 | Éric Carrière   | Nicolas Tranier, Mélanie Busque, Bertrand Cabrol, Berttrand Lartet |
| 2016-2017 | Éric Carrière   | Nicolas Tranier, Gatien Roullier, Grégoire Verdenal                |
| 2017-2018 | Nicolas Tranier | Jean Lasserre, Grégoire Verdenal                                   |
| 2018-2021 | Nicolas Tranier | Jean Lasserre, Laurent Tranier                                     |
| 2021-2025 | Nicolas Tranier | Laurent Tranier                                                    |
| 2025-     | Éric Escribano  | n.c.                                                               |